# Jerte
Jerte és un municipi de la província de Càceres, a la comunitat autònoma d'Extremadura (Espanya).
La vila de Jerte esta envoltada de prats, hortes i bancals plens d'arbres fruiters. La seva població va fer front a les tropes napoleòniques, que la incendiaren i saquejaren el 1809. la plaça de la Independència commemora als herois d'aquesta gesta. S'han de contemplar els porxos de les cases, la font del Pilón i l'església de Nostra Senyora de l'Assumpció. Es construí en el segle xvi i posseeix una torre de aire defensiu. També destaca l'ermita del Cristo del Amparo, que custòdia una imatge miraculosa.
En la Calleja de los Bueyes hi ha edificis que sobrevisqueren a l'incendi, amb abundants entramats de tova i fusta. En aquesta s'hi conserva la casa més antiga del poble. Al carrer Ramón Cepeda treuen el cap cases nobles edificades amb pedra de carreu i arcs de mig punt.
A 2 k. S'hi troba l'entrada principal de la Garganta de los Infiernos. Des del parc de Nogalón (al costat del riu i la piscina natural) comença una ruta que culmina en el Centro de Reproducción de Salmónidos, dedicat a la cria de la truita. Des del Centro de Interpretación de la Naturaleza, a través d'una petita ruta s'accedeix a la reserva natural, concretament al paratge conegut com a zona de los Pilones.